# Otto Eichert
Otto Eichert (* 21. März 1890 in Ludwigsburg; † 5. Juni 1951 in Obertürkheim) war ein deutscher Architekt.

## Leben
Otto Eichert war ein Sohn des Unternehmers Christian Ludwig Eichert und dessen Ehefrau Marie Eichert geb. Hammer. Christian Ludwig Eichert hatte bei seinem Vater Jakob Friedrich Eichert eine Schuhmacherlehre absolviert und sich zunächst als Schuhmacher selbstständig gemacht. 1889 gründete er dann zusammen mit Leopold Weil die Wachsfabrik Weil & Eichert. Christian Ludwig Eichert hatte vier Söhne und zwei Töchter; der älteste Sohn 
Max übernahm 1919 die Unternehmensleitung.
Otto Eichert, der zweitgeborene Sohn, studierte Architektur an der Technischen Hochschule Stuttgart bei Paul Bonatz und bereiste Italien. Er war als Architekt vor allem in Ludwigsburg aktiv. 

## Bauten (Auswahl)

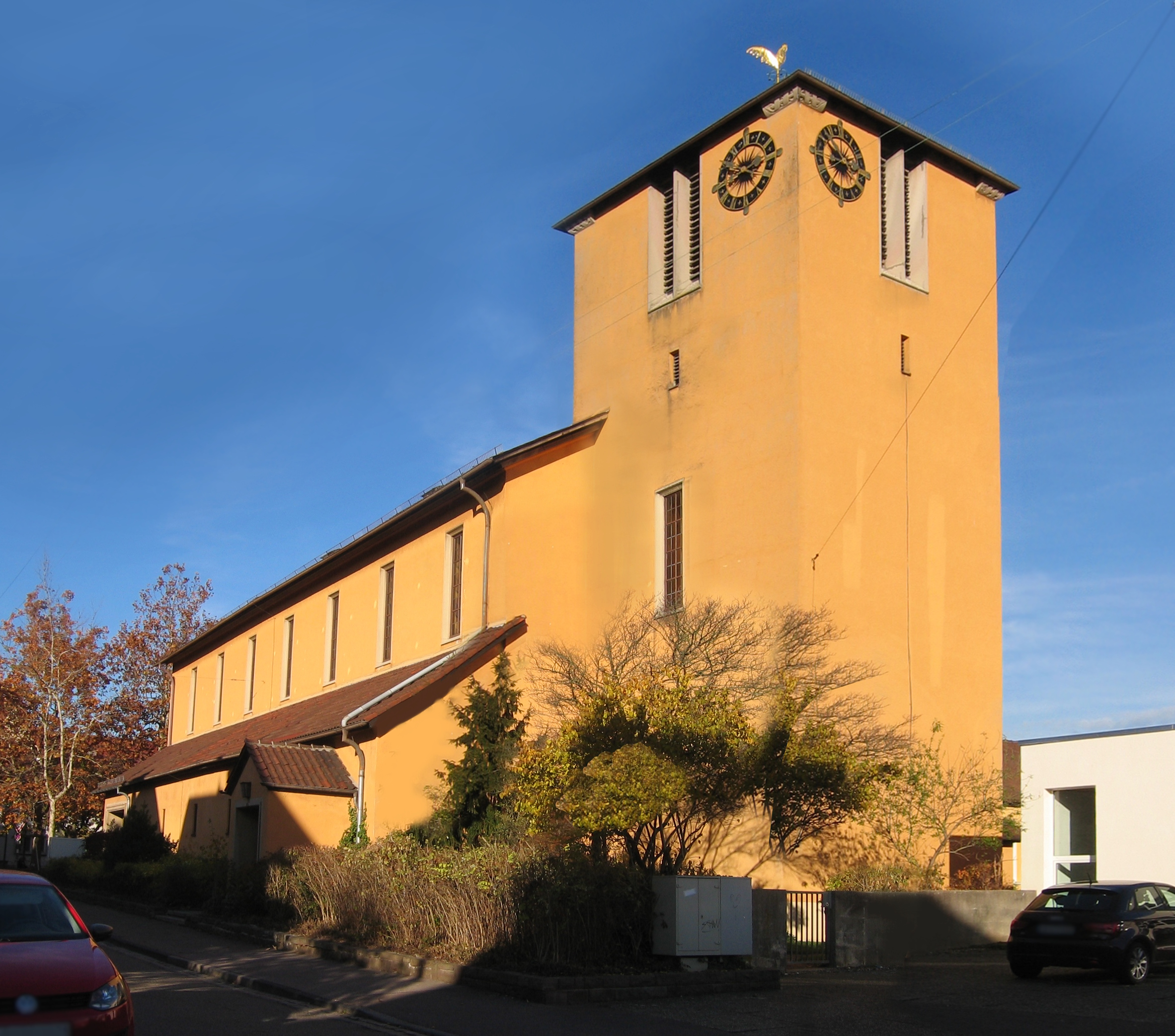
Erlöserkirche

1919 schuf Eichert einen turmartigen Anbau am Wohnhaus Asperger Straße 22 in Ludwigsburg, das der Kreisbaurat Ludwig G. Abel sich im 19. Jahrhundert gebaut hatte.
1922 baute er in das Haus Myliusstraße 4 in Ludwigsburg einen Laden ein.
1923 baute er als eigenes Wohnhaus die Villa Eichert, Asperger Straße 40 in Ludwigsburg. Der Putzbau mit Fassadenschmuck von Emil Hipp steht unter Denkmalschutz.
1923 erhielt Eichert den Auftrag, für die Unternehmerfamilie Frischauer ein Wohnhaus zu entwerfen. Die Villa Frischauer, Asperger Straße 34 in Ludwigsburg, steht ebenfalls unter Denkmalschutz. Sie besitzt reich verzierte Sandsteinfassaden; ins Dach ist eine gläserne Mosaikkuppel in Gelb, Orange und Blau eingelassen, von der Innenausstattung sind noch originale Badezimmerfliesen sowie Teile des ursprünglichen Parkettbodens erhalten. Hans Frischauer, Inhaber der Chemischen Werke Asperg, war ein tschechischer Jude. Er floh nach Schikanen 1938 nach Prag, wohin er auch seine Familie nachholen konnte. Frischauer, seine Ehefrau und die beiden Söhne Robert und Walter kamen vermutlich im Vernichtungslager Belzec um. Nur die Tochter Gertrud, die man rechtzeitig nach Großbritannien geschickt hatte, überlebte. Die Villa Frischauer wurde von der Stadt Ludwigsburg für einen Bruchteil des tatsächlichen Wertes übernommen und bis 1945 als Dienstwohnhaus des Bürgermeisters genutzt. 1965 erhielt Gertrud Basto-Frischauer als rechtmäßige Erbin wenigstens einen angemessenen Kaufpreis ausgezahlt, als die Stadt Ludwigsburg ihr das Gebäude unter normalen Bedingungen abkaufte.
1927 baute Eichert die Friedhofskapelle auf dem Ludwigsburger Neuen Friedhof zum Krematorium um.
1931 wurde nach Plänen Eicherts die Kirche der Karlshöhe, Königinallee 48 in Ludwigsburg, errichtet, die später ebenfalls unter Denkmalschutz gestellt wurde. Das Gotteshaus hat einen niedrigen Glockenturm an der nordwestlichen Ecke und eine Eingangshalle in einem seitenschiffartigen Vorbau auf der Südseite. Im Inneren befinden sich zwei Säle. Der Altarraum auf der Westseite wurde 1973 im Zuge des Einbaus einer Orgel umgestaltet.
Aus den Jahren 1935/1936 stammt die Ludwigsburger Erlöserkirche mit Gemeinde- und Pfarrhaus, Osterholzallee 51 und Erbestraße 7. Die Kirche ist eine dreischiffige Basilika mit südlich vorgesetztem Glockenturm. Bei einem Luftangriff 1944 wurde sie beschädigt, aber samt der Innenausstattung später wiederhergestellt. Der plastische Schmuck stammt von Erwin Scheerer, die Orgel von der Ludwigsburger Orgelbauwerkstatt E. F. Walcker & Cie., die Fenster der Seitenschiffe von Wilhelm Blutbacher, der auch 1946 das Wandfresko im Altarraum schuf. Gemeinde- und Pfarrhaus im Heimatstil schließen sich östlich an das Langhaus der Kirche an.
In der Nachkriegszeit entwarf Otto Eichert das Haus Hölderlinstraße 3A in Stuttgart-Nord als Sitz des Verbands Württembergisch-Badischer Metallindustrieller (VMI). Der Abriss dieses 1952 errichteten Gebäudes wurde im Jahr 2016 diskutiert. Für eine Erhaltungssatzung sprachen sich unter anderem die Bezirksvorsteherin Sabine Mezger und der Architekt Roland Ostertag aus. Letzterer meinte: „Es entsteht eine Stadt, leer von Erinnerung, ohne Geheimnisse, ohne Überraschungen“ und „Geschichte kommt uns abhanden, obwohl wir Menschen ein Grundrecht, ein Bürgerrecht auf Geschichte haben.“ In einem Kurzgutachten kam Florian Zimmermann zu dem Schluss, dass es sich bei dem Gebäude um ein Baudenkmal handele, auch wenn das Denkmalamt ihm die notwendige Authentizität und Integrität abgesprochen habe: „Der Bau entspricht in seinen Funktionen als repräsentativer Verwaltungssitz und seiner traditionell-konservativen Gestaltung jenen Anforderungen, die in der Nachkriegszeit an der Schwelle der Wirtschaftswunderzeit von einem Arbeitgeberverband gestellt wurden. Er wurde zweckmäßig und solide als historisierender Bau in der Tradition der Stuttgarter Schule nach Plänen von Otto Eichert [...] errichtet. In zahlreichen Details werden allerdings auf den zweiten Blick auch Gestaltungsabsichten erfahrbar, die ihn eindeutig seiner Erbauungszeit zuweisen. Das Gebäude steht damit beispielhaft für jene meist unbeachtet gebliebenen Strömungen in der Architektur der Nachkriegszeit, die ihr baukünstlerisches Selbstverständnis aus der gestalterischen und formalen Kontinuität konservativer Anschauungen seit dem frühen 20. Jahrhundert ableiten und auf moderne Entwicklungen mit entsprechenden Modifikationen reagieren.“
Im Jahr 1952 wurde das Goethe-Gymnasium in Ludwigsburg gebaut, das ebenfalls von Eichert entworfen wurde.